# American Crime Story
American Crime Story – amerykański serial telewizyjny, wyprodukowany przez 20th Century Fox Television, Ryan Murphy Productions oraz Brad Falchuk Teley-visio, realizowany w formie antologii, co oznacza, że każda seria opisuje osobną historię. Serial jest drugą produkcją wchodzącą w skład franczyzy medialnej American Story (obok American Horror Story, American Horror Stories oraz American Sports Story).
Premiera serialu nastąpiła 2 lutego 2016 roku na kanale FX; w Polsce pierwszy sezon był wyświetlany od 3 lutego 2016 roku przez Fox Polska oraz od 29 sierpnia 2017 roku przez TVP1. Jest również dostępny w serwisie Netflix.

## Fabuła

### Sezon 1:Sprawa O.J. Simpsona(2016)
Pierwszy sezon powstał na podstawie książki Jeffreya Toobina pod tytułem The Run of His Life: The People v. O. J. Simpson. Akcja skupia się na procesie sądowym O.J. Simpsona z punktu widzenia prawników. Za scenariusz odpowiedzialni byli Scott Alexander oraz Larry Karaszewski.

### Sezon 2:Zabójstwo Versace(2018)
Sezon drugi dotyczy zabicia legendarnego projektanta Gianniego Versacego przez Andrew Cunanana. Scenariusz oparty jest na książce Vulgar Favors: Andrew Cunanan, Gianni Versace, and the Largest Failed Manhunt in U.S. History autorstwa Maureen Orth.

### Sezon 3:Impeachment(2021)
Trzeci sezon nosi tytuł Impeachment i opowiada o seks-skandalu z Billem Clintonem i Moniką Lewinsky. Do obsady należą Beanie Feldstein (jako Monica Lewinsky), Sarah Paulson (jako Linda Tripp) i Annaleigh Ashford (jako Paula Jones, kobieta, która również oskarżyła i pozwała Clintona za molestowanie seksualne).
Autorem scenariusza, na podstawie książki Jeffreya Toobina A Vast Conspiracy: The Real Story of the Sex Scandal That Nearly Brought Down a President, jest Sarah Burgess.

## Obsada

### Sprawa O.J. Simpsona
- Cuba Gooding Jr. jako O.J. Simpson
- Sarah Paulson jako Marcia Clark, prokurator Simpsona
- Christian Clemenson jako Bill Hodgman, prokurator Simpsona
- Sterling K. Brown jako Christopher Darden, prokurator Simpsona
- John Travolta jako Robert „Bob” Shapiro, adwokat obrony Simpsona
- Nathan Lane jako F. Lee Bailey, adwokat obrony Simpsona
- Courtney B. Vance jako Johnnie Cochran, adwokat obrony Simpsona i obrońca afroamerykańskiej ludności w sprawach przeciw policji
- David Schwimmer jako Robert Kardashian, doradca adwokatów Simpsona i przyjaciel podejrzanego
- Evan Handler jako Alan Dershowitz, doradca adwokatów Simpsona
- Dale Godboldo jako Carl E. Douglas, doradca adwokatów Simpsona
- Jordana Brewster jako Denise Brown, siostra zamordowanej Nicole i świadek na jego procesie
- Selma Blair jako Kris Jenner z d. Houghton, przyjaciółka Nicole, była żona Roberta i matka jego dzieci
- Billy Magnussen jako Kato Kaelin, gość w domku letniskowym Simpsona i świadek na jego procesie
- Connie Britton jako Faye Resnick, przyjaciółka Nicole
- Steven Pasquale jako Mark Fuhrman, przełożony Marcii, Christophera i Billa
- Kenneth Choi jako sędzia Lance Ito, sędzia Simpsona
- Malcolm-Jamal Warner jako Al Cowlings, przyjaciel Simpsona i kierowca w jego ucieczce
- Cheryl Ladd jako Linell Shapiro, żona Roberta
- Bruce Greenwood jako Gil Garcetti, ówczesny prokurator okręgowy w hrabstwie Los Angeles
- Leonard Roberts jako Dennis Schatzman, reporter na procesie
- Asia Monet Ray jako Sydney Simpson, syn Simpsona z pierwszego małżeństwa
- Julia Parker jako Patricia Cochran z d. Sikora, kochanka Johnniego
- Angela Elayne Gibbs jako Barbara Cochran z d. Berry, była żona Johnniego
- Keesha Sharp jako Dale Cochran z d. Mason, druga żona Johnniego
- Rio Hackford jako Pat McKenna, detektyw pracujący dla Shapiro
- Joseph Siravo jako Fred Goldman, ojciec zamordowanego Rona

### Zabójstwo Versace
- Édgar Ramírez jako Gianni Versace
- Darren Criss jako Andrew Cunanan, morderca Gianniego
- Ricky Martin jako Antonio D’Amico, kochanek Gianniego
- Penélope Cruz jako Donatella Versace, siostra Gianniego
- Giovanni Cirfiera jako Santo Versace, brat Gianniego
- Annaleigh Ashford jako Elizabeth Cote, przyjaciółka Andrew Cunanana
- Jon Jon Briones jako Modesto Cunanan, ojciec Andrew
- Will Chase jako Scrimshaw, detektyw
- Nico Evers-Swindell jako Philip Merrill, mąż Elizabeth
- Mike Farrell jako Lee Miglin, ofiara śmiertelna Andrew
- Jay R. Ferguson jako Evans, agentka FBI
- Cody Fern jako David Madson, ofiara śmiertelna Andrew
- Max Greenfield jako Ronnie Holston, znajomy Andrew
- Christine Horn jako Gruber, agentka FBI
- Judith Light jako Marilyn Miglin, wdowa po Lee i magnatka imperium perfumiarskiego
- Dascha Polanco jako Lori Wieder, detektyw polująca na Andrew od kilku miesięcy
- Finn Wittrock jako Jeff Trail, przyjaciel Andrew i jego pierwsza ofiara
- José Zúñiga jako Navarro, detektyw

## Przegląd sezonów
| Seria | Seria | Tytuł polski         | Tytuł oryginalny                    | Odcinki | Pierwsza emisja (FX, Stany Zjednoczone) | Pierwsza emisja (FX, Stany Zjednoczone) | Pierwsza emisja (Fox / Canal+ Premium, Polska) | Pierwsza emisja (Fox / Canal+ Premium, Polska) | Pierwsza emisja (Fox / Canal+ Premium, Polska) |
| Seria | Seria | Tytuł polski         | Tytuł oryginalny                    | Odcinki | pierwszy odcinek                        | ostatni odcinek                         | pierwszy odcinek                               | ostatni odcinek                                |                                                |
| ----- | ----- | -------------------- | ----------------------------------- | ------- | --------------------------------------- | --------------------------------------- | ---------------------------------------------- | ---------------------------------------------- | ---------------------------------------------- |
|       | 1     | Sprawa O.J. Simpsona | The People v. O. J. Simpson         | 10      | 2 lutego 2016                           | 5 kwietnia 2016                         | 3 lutego 2016                                  | 6 kwietnia 2016                                |                                                |
|       | 2     | Zabójstwo Versace    | The Assassination Of Gianni Versace | 9       | 17 stycznia 2018                        | 21 marca 2018                           | 18 stycznia 2018                               | 22 marca 2018                                  |                                                |
|       | 3     | Impeachment          | Impeachment                         | 10      | 7 września 2021                         | 9 listopada 2021                        | 8 listopada 2021                               | 6 grudnia 2021                                 |                                                |

## Lista odcinków

### Sezon 1:Sprawa O.J. Simpsona(2016)
| Nr | #  | Tytuł                     | Polski tytuł                  | Reżyseria         | Scenariusz                                                        | Premiera (FX)   | Premiera (Fox Polska) |
| -- | -- | ------------------------- | ----------------------------- | ----------------- | ----------------------------------------------------------------- | --------------- | --------------------- |
| 1  | 1  | From the Ashes of Tragedy | Z popiołów tragedii           | Ryan Murphy       | Scott Alexander, Larry Karaszewski                                | 2 lutego 2016   | 3 lutego 2016         |
| 2  | 2  | The Run of His Life       | Ratuj się                     | Ryan Murphy       | Scott Alexander, Larry Karaszewski                                | 9 lutego 2016   | 10 lutego 2016        |
| 3  | 3  | The Dream Team            | Wymarzona ekipa               | Anthony Hemingway | D.V. DeVincentis                                                  | 16 lutego 2016  | 17 lutego 2016        |
| 4  | 4  | 100% Not Guilty           | Niewinny na 100%              | Anthony Hemingway | Wally Wolodarsky, Maya Forbes, Scott Alexander, Larry Karaszewski | 23 lutego 2016  | 24 lutego 2016        |
| 5  | 5  | The Race Card             | Dyskryminacja rasowa          | John Singleton    | Joe Robert Cole                                                   | 1 marca 2016    | 2 marca 2016          |
| 6  | 6  | Marcia, Marcia, Marcia    | Marcia, Marcia, Marcia        | Ryan Murphy       | D. V. DeVincentis                                                 | 8 marca 2016    | 9 marca 2016          |
| 7  | 7  | Conspiracy Theories       | Teorie spiskowe               | Anthony Hemingway | D.V. DeVincentis                                                  | 15 marca 2016   | 16 marca 2016         |
| 8  | 8  | A Jury In Jail            | Ława przysięgłych w więzieniu | Anthony Hemingway | Joe Robert Cole                                                   | 22 marca 2016   | 23 marca 2016         |
| 9  | 9  | Manna From Heaven         | Manna z nieba                 | Anthony Hemingway | Scott Alexander, Larry Karaszewski                                | 29 marca 2016   | 30 marca 2016         |
| 10 | 10 | The Verdict               | Werdykt                       | Ryan Murphy       | Scott Alexander, Larry Karaszewski                                | 5 kwietnia 2016 | 6 kwietnia 2016       |

### Sezon 2:Zabójstwo Versace(2018)
| Nr | # | Tytuł                      | Polski tytuł                 | Reżyseria             | Scenariusz    | Premiera (FX)    | Premiera (Fox Polska) |
| -- | - | -------------------------- | ---------------------------- | --------------------- | ------------- | ---------------- | --------------------- |
| 11 | 1 | The Man Who Would Be Vogue | Ikona mody                   | Ryan Murphy           | Tom Rob Smith | 17 stycznia 2018 | 18 stycznia 2018      |
| 12 | 2 | Manhunt                    | Polowanie                    | Nelson Cragg          | Tom Rob Smith | 24 stycznia 2018 | 25 stycznia 2018      |
| 13 | 3 | A Random Killing           | Przypadkowe zabójstwo        | Gwyneth Horder-Payton | Tom Rob Smith | 31 stycznia 2018 | 1 lutego 2018         |
| 14 | 4 | House by the Lake          | Dom nad jeziorem             | Daniel Minhan         | Tom Rob Smith | 7 lutego 2018    | 8 lutego 2018         |
| 15 | 5 | Don’t Ask Don’t Tell       | O nic nie pytaj, nic nie mów | Daniel Minhan         | Tom Rob Smith | 14 lutego 2018   | 15 lutego 2018        |
| 16 | 6 | Descent                    | Upadek                       | Gwyneth Horder-Payton | Tom Rob Smith | 28 lutego 2018   | 1 marca 2018          |
| 17 | 7 | Ascent                     | Wzlot                        | Gwyneth Horder-Payton | Tom Rob Smith | 7 marca 2018     | 8 marca 2018          |
| 18 | 8 | Creator/Destroyer          | Kreator/Niszczyciel          | Gwyneth Horder-Payton | Tom Rob Smith | 14 marca 2018    | 15 marca 2018         |
| 19 | 9 | Alone                      | Osamotniony                  | Dan Minahan           | Tom Rob Smith | 21 marca 2018    | 22 marca 2018         |

### Sezon 3:Impeachment(2021)
| Nr | #  | Tytuł                                | Reżyseria                  | Scenariusz                                   | Premiera (FX)        | Premiera (Canal+ Premium) |
| -- | -- | ------------------------------------ | -------------------------- | -------------------------------------------- | -------------------- | ------------------------- |
| 20 | 1  | Exiles                               | Ryan Murphy                | Sarah Burgess                                | 7 września 2021      | 8 listopada 2021          |
| 21 | 2  | The President Kissed Me              | Michael Uppendahl          | Sarah Burgess                                | 14 września 2021     | 8 listopada 2021          |
| 22 | 3  | Not to Be Believed                   | Michael Uppendahl          | Sarah Burgess                                | 21 września 2021     | 15 listopada 2021         |
| 23 | 4  | The Telephone Hour                   | Laure de Clermont-Tonnerre | Flora Birnbaum                               | 28 września 2021     | 15 listopada 2021         |
| 24 | 5  | Do You Hear What I Hear?             | Laure de Clermont-Tonnerre | Halley Feiffer                               | 5 października 2021  | 22 listopada 2021         |
| 25 | 6  | Man Handled                          | Ryan Murphy                | Sarah Burgess                                | 12 października 2021 | 22 listopada 2021         |
| 26 | 7  | The Assassination of Monica Lewinsky | Michael Uppendahl          | Sarah Burgess, Flora Birnbaum, Daniel Pearle | 19 października 2021 | 29 listopada 2021         |
| 27 | 8  | Stand by Your Man                    | Rachel Morrison            | Flora Birnbaum                               | 26 października 2021 | 29 listopada 2021         |
| 28 | 9  | The Grand Jury                       | Rachel Morrison            | Sarah Burgess                                | 2 listopada 2021     | 6 grudnia 2021            |
| 29 | 10 | The Wilderness                       | Michael Uppendahl          | Sarah Burgess                                | 9 listopada 2021     | 6 grudnia 2021            |

## Produkcja
8 października 2014 roku, stacja FX zamówiła pierwszy sezon.
Pierwotnie w rolę Dennisa Schatzmana miał się wcielić Gbenga Akinnagbe
Początkowo zakładano, że trzeci sezon pokaże wydarzenia po huraganie Katrina w 2005 roku. Scenariusz oparty miał być na książce Douglasa Brinkleya: The Great Deluge: Hurricane Katrina, New Orleans, and the Mississippi Gulf Coast. Później w wyniku problemów podczas produkcji postanowiono, że głównym źródłem powstania scenariusza będzie książka Sheri Fink: Five Days at Memorial: Life and Death in a Storm-Ravaged Hospital. Ostatecznie stacja FX ogłosiła, że trzecia seria American Crime Story skupi się na najgłośniejszym prezydenckim skandalu lat 90.